# إقليم ديوربيل
إقليم ديوربيل (بالفرنسية: Diourbel) هو أقليم في السنغال، بلغ عدد سكانه 1,497,453 نسمة وذلك حسب إحصائيات سنة 2013، عاصمته مدينة ديوربيل، تبلغ مساحته 4,789 كيلومتر مربع.

## الموقع
يشترك في الحدود مع:
- إقليم لوغا
- إقليم فاتيك
- ثيس
- أقليم كفرين.

## مدن توأم
المدن التوأم:
- أفينيون.